# Fričkovce
Fričkovce (deutsch Fritschhau, ungarisch Alsófricske – bis 1907 Fricske) ist eine Gemeinde im Osten der Slowakei mit 729 Einwohnern (Stand 31. Dezember 2024). Sie gehört zum Okres Bardejov, einem Kreis des Prešovský kraj, und wird zur traditionellen Landschaft Šariš gezählt.

## Geographie
Die Gemeinde befindet sich überwiegend in der sogenannten Furche von Raslavice (slowakisch Raslavická brázda) im Westteils des Berglands Ondavská vrchovina und wird vom Bach Fričkovský potok durchflossen. Der Westteil des Gemeindegebiets erstreckt sich bis zum Hauptkamm des Gebirges Čergov, somit liegt die Gemeinde genau an der Grenze zwischen den West- und Ostkarpaten. Das Ortszentrum liegt auf einer Höhe von 465 m n.m. und ist 14 Kilometer von Bardejov sowie 30 Kilometer von Prešov entfernt.
Nachbargemeinden sind Hertník im Norden, Bartošovce im Osten, Osikov im Südosten und Süden und Terňa (Ortsteil Hradisko) im Westen.

## Geschichte

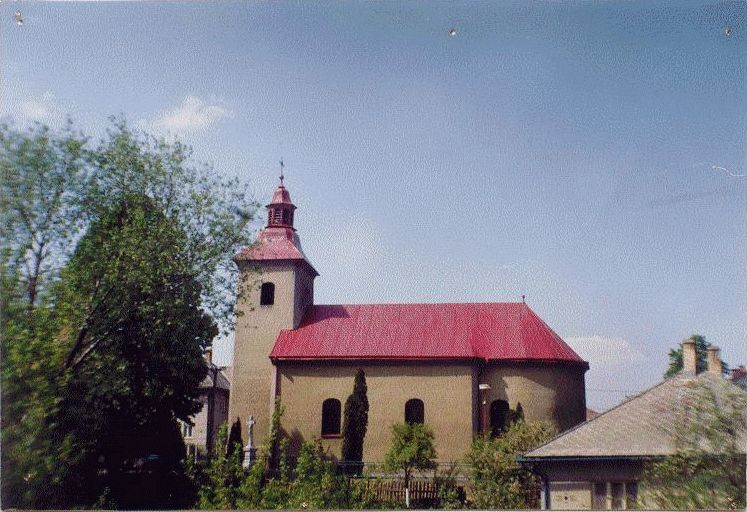
Martinskirche im klassizistischen Stil

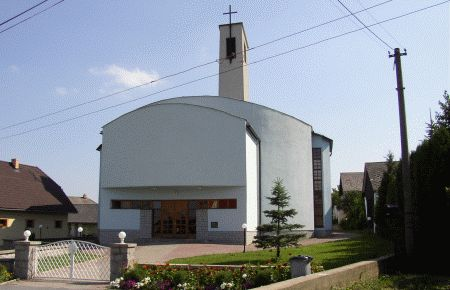
Moderne Kirche Maria vom Rosenkranz

Der Ort wurde zum ersten Mal 1427 in einem Porta-Verzeichnis der Gespanschaft Sáros als Frychchaw schriftlich erwähnt, im selben Jahr gab es in Fričkovce 24 Porta, was damals einem mittelgroßen Dorf entsprach. Die Ortschaft wurde jedoch schon im 14. Jahrhundert durch einen Schultheiß gegründet, auf einem Besitz des Geschlechts Perényi. Im später 15. und in der ersten Hälfte des 16. Jahrhunderts war das Dorf Besitz des Geschlechts Mariássy, in der zweiten Hälfte des 16. Jahrhunderts der Geschlechts Bornemissza und Darholc. 1600 gab es im Dorf 20 Untertanen-Häuser und ein Schultheiß-Haus, 1828 zählte man 65 Häuser und 497 Einwohner, deren Haupteinnahmequellen Forst-, Landwirtschaft und Schindelmacherei waren. 1883 wurde die erste Schule im Ort gegründet, vorher mussten die Schüler eine Schule im benachbarten Osikov besuchen. Wegen der örtlichen Hungersnot wanderten viele Einwohner im späten 19. und frühen 20. Jahrhundert aus.
Bis 1918 gehörte der im Komitat Sáros liegende Ort zum Königreich Ungarn und kam danach zur Tschechoslowakei beziehungsweise heute Slowakei. Nach dem Zweiten Weltkrieg wurde die Infrastruktur nach und nach ausgebaut: 1950 wurde das ganze Dorf elektrifiziert, zwischen 1988 und 1991 erhielten alle Haushalte Anschluss an Erdgasversorgung, 1992–1994 wurden Abwasserleitungen gebaut.

## Bevölkerung
| Jahr                | 1994 | 2004    | 2014    | 2024    |
| ------------------- | ---- | ------- | ------- | ------- |
| Anzahl der Personen | 675  | 690     | 716     | 729     |
| Unterschied         |      | +2,22 % | +3,76 % | +1,81 % |

| Jahr                | 2023 | 2024    |
| ------------------- | ---- | ------- |
| Anzahl der Personen | 737  | 729     |
| Unterschied         |      | −1,08 % |

Gemäß der Volkszählung 2011 wohnten in Fričkovce 686 Einwohner, davon 663 Slowaken, zwei Russinen und ein Ukrainer. 20 Einwohner machten keine Angabe zur Ethnie.
651 Einwohner bekannten sich zur römisch-katholischen Kirche und ein Einwohner zur Evangelischen Kirche A. B. Ein Einwohner war konfessionslos und bei 20 Einwohnern wurde die Konfession nicht ermittelt.

## Bauwerke
- römisch-katholische Martinskirche im klassizistischen Stil aus den Jahren 1821–22
- römisch-katholische Kirche Maria vom Rosenkranz aus dem Jahr 1997